# Kleindorp (Doetinchem)
Kleindorp is een buurtschap in de Nederlandse gemeente Doetinchem, gelegen in de provincie Gelderland. Het ligt 1 kilometer ten noordwesten van Wehl. Kleindorp kent een inwonersaantal van circa 100 mensen.
Stad: Doetinchem      Dorpen: Gaanderen · Nieuw-Wehl · Wehl

Buurtschappen: Het Broek · Gaanderhei · Heidekant · Kleindorp · Langerak · Meerenbroek · Plantage · Wijnbergen · IJzevoorde

Voormalige gemeenten: Ambt Doetinchem · Wehl

Gelderland: Steden en dorpen in Gelderland      Nederland: Provincies · Gemeenten